# Crazy Bus
Crazy Bus è stato un programma televisivo italiano di genere commedia, trasmesso da Rai 2 nella stagione 1980-1981 in fascia pomeridiana, per la regia di Salvatore Baldazzi.

## Produzione
La trasmissione aveva inizialmente come conduttrice Milly Carlucci, coadiuvata da Alfredo Papa e da I Gatti di Vicolo Miracoli, che curavano gli spazi comici ed eseguivano la sigla di coda No-no-no-no-no.
Dal gennaio 1981 subentrò alla conduzione Daniela Goggi, affiancata per gli spazi comici dall'inedita coppia formata da Carlo Delle Piane e Massimo Boldi. La sigla iniziale di questa seconda parte della stagione era Ci vuole un carnevale, cantata dalla stessa Goggi. La sigla di coda era sempre No-no-no-no-no dei Gatti ma, al posto del gruppo comico che mimava il brano, la sigla era costituita da un video con immagini fisse.
In questo programma fece la sua ultima apparizione televisiva Rino Gaetano: il 31 maggio 1981, appena due giorni prima di morire per un incidente stradale, il cantautore presentò in playback i brani E io ci sto, Scusa Mary e Metà Africa, Metà Europa, tratti dall'album E io ci sto.